# Gaetano Pesce

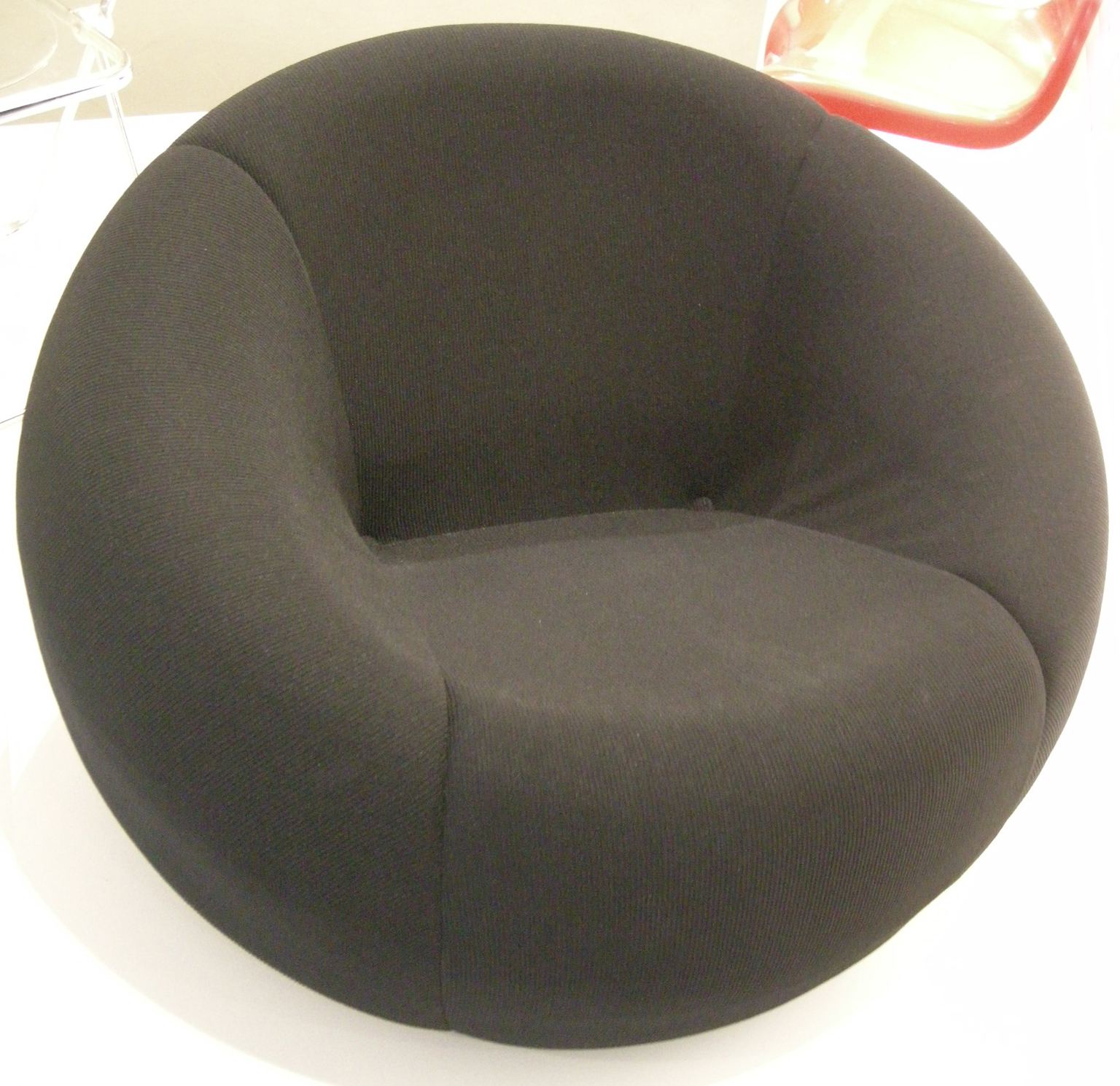
UP1, uno de los siete sillones de la serie Serie UP realizados por Pesce en 1969 para C&B Italia (actualmente B&B Italia)

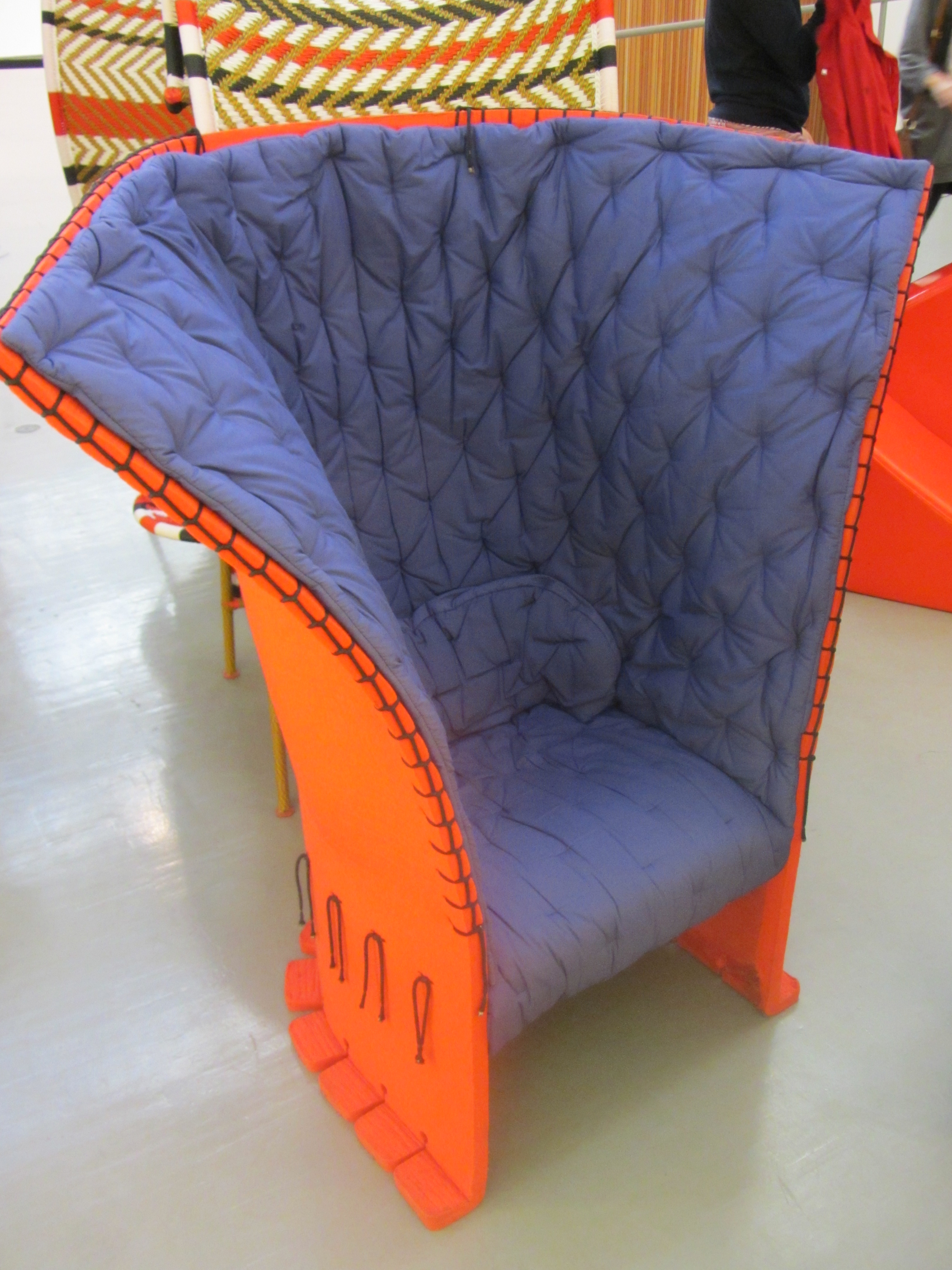
I Feltri, diseñado para Cassina (1987)

Gaetano Pesce (La Spezia, 8 de noviembre de 1939-Nueva York, 3 de abril de 2024) fue un arquitecto y diseñador italiano.

## Biografía
Nació en La Spezia el 8 de noviembre de 1939. Estudió arquitectura en la Universidad Ca' Foscari de Venecia. Desde entonces trabajó como arquitecto y diseñador en todo el mundo, para compañías como B&B Italia, Vitra y Cassina. Su edificación más famosa es el Edificio orgánico en Osaka. 
Desde 1980 vivió en Nueva York y fue profesor invitado en instituciones como Cooper Union de Nueva York y el Institut d'Architecture et d'Etudes Urbaines de Estrasburgo. Algunos de sus diseños han sido incluidos en las colecciones del MoMA y el Museo de Victoria y Alberto.